# Jiří Brtnický
Jiří Brtnický (* 7. ledna 1948 Letovice) je český malíř a politik, člen ČSSD, na přelomu 20. a 21. století poslanec Poslanecké sněmovny.

## Biografie
Vystudoval Střední uměleckoprůmyslovou školu (Škola uměleckých řemesel) v Brně, v letech 1971–1975 pak absolvoval Akademii výtvarných umění v Praze.
V roce 1998 se uvádí jako místopředseda jihomoravského krajského výboru a předseda blanenského okresního výboru ČSSD. Ve volbách v roce 1998 byl zvolen do poslanecké sněmovny za ČSSD (volební obvod Jihomoravský kraj). Ve sněmovně setrval do voleb v roce 2002. Byl členem sněmovního výboru pro vědu, vzdělání, kulturu, mládež a tělovýchovu a v letech 2001–2002 i volebního výboru. Ve volbách v roce 2002 již do sněmovny nekandidoval.
V komunálních volbách roku 1994 byl zvolen do zastupitelstva města Letovice za ČSSD. Kandidoval sem neúspěšně v komunálních volbách roku 1998, zvolen byl v komunálních volbách roku 2002 a opětovně neúspěšně kandidoval v komunálních volbách roku 2002.